# NGC 6100
NGC 6100 је лентикуларна галаксија у сазвежђу Змија која се налази на NGC листи објеката дубоког неба.
Деклинација објекта је + 0° 50' 28" а ректасцензија 16h 16m 52,3s. Привидна величина (магнитуда) објекта NGC 6100 износи 13,4 а фотографска магнитуда 14,3. NGC 6100 је још познат и под ознакама UGC 10307, MCG 0-41-12, CGCG 23-32, PGC 57706.